# 삼정중학교 (서울)
삼정중학교(三政中學校)는 대한민국 서울특별시 강서구 방화동에 있는 공립 중학교이다.

## 학교 연혁
- 1994년 1월 5일 : 삼정중학교 12학급 설립인가
- 1994년 3월 1일 : 초대 윤성하 교장 취임
- 1994년 3월 3일 : 입학생 12학급(1학년 4학급, 2학년 6학급, 3학년 2학급)
- 1995년 2월 16일 : 제1회 졸업식(110명)
- 2008년 3월 1일 : 좋은 학교 만들기 자원학교 운영(서울특별시교육청 지정)
- 2011년 3월 1일 : 서울형 혁신학교 지정(2011.03.01.~ 2014.02.18)
- 2020년 9월 1일 : 제11대 마윤종 교장 취임
- 2023년 1월 5일 : 제29회 졸업식(106명, 총 5,607명)
- 2023년 3월 2일 : 제30회 입학식(105명)

## 참고 자료
- 삼정중학교 - 한국교육학술정보원 학교알리미